# ФК «Николаев» Николаевская область в сезоне 2013/2014
Данная статья посвящена выступлениям футбольного клуба «Николаев» в сезоне 2013/14 годов.

Муниципальный футбольный клуб «Николаев» (далее — МФК «Николаев») — украинский футбольный клуб из одноимённого города. Основан в 1920 году, под названием «Наваль».
Сезон 2013/14 годов стал для МФК «Николаев» 23-м в чемпионатах и 22-м в розыгрышах Кубка Украины. Это 14-й сезон команды в первой лиге, а также 93-й год со дня основания футбольного клуба.

## Клуб

### Руководящий состав
| Должность                         | Имя                | Дата рождения     |
| До 7 февраля 2014                 | До 7 февраля 2014  | До 7 февраля 2014 |
| --------------------------------- | ------------------ | ----------------- |
| Президент                         | Гурген Оронюк      | 3 декабря 1972    |
| Вице-президент                    | Олег Киршов        | 2 июля 1960       |
| Вице-президент                    | Алексей Пелипас    | 17 апреля 1970    |
| Спортивный директор               | Виктор Козин       | 31 января 1966    |
| Администратор                     | Андрей Токарский   | 9 ноября 1968     |
| С 7 февраля 2014 до 12 марта 2014 |                    |                   |
| Президент                         | вакантно           |                   |
| Вице-президент                    | Олег Киршов        | 2 июля 1960       |
| Вице-президент                    | Алексей Пелипас    | 17 апреля 1970    |
| Спортивный директор               | вакантно           |                   |
| Администратор                     | Андрей Токарский   | 9 ноября 1968     |
| С 12 марта 2014                   |                    |                   |
| Президент                         | вакантно           |                   |
| Вице-президент                    | Олег Киршов        | 2 июля 1960       |
| Вице-президент                    | Алексей Пелипас    | 17 апреля 1970    |
| Спортивный директор               | Константин Полищук | 13 мая 1970       |
| Администратор                     | Андрей Токарский   | 9 ноября 1968     |

### Тренерский штаб
| Должность                        | Имя                                     | Дата рождения                   |
| С 21 июня 2013 до 3 ноября 2013  | С 21 июня 2013 до 3 ноября 2013         | С 21 июня 2013 до 3 ноября 2013 |
| -------------------------------- | --------------------------------------- | ------------------------------- |
| Главный тренер                   | Олег Федорчук                           | 10 февраля 1961                 |
| Тренер                           | Владимир Пономаренко                    | 29 октября 1972                 |
| Тренер                           | Анатолий Ставка                         | 28 марта 1959                   |
| С 3 ноября 2013 до 12 марта 2014 |                                         |                                 |
| (и. о.) главного тренера         | Владимир Пономаренко                    | 29 октября 1972                 |
| Тренер                           | Анатолий Ставка                         | 28 марта 1959                   |
| Тренер                           | Александр Грановский (с 20 января 2014) | 11 марта 1976                   |
| С 12 марта 2014                  |                                         |                                 |
| Главный тренер                   | Вячеслав Мазарати                       | 12 января 1963                  |
| Тренер                           | Владимир Пономаренко                    | 29 октября 1972                 |
| Тренер                           | Анатолий Ставка                         | 28 марта 1959                   |

|  |  |  |

### Форма
| Поставщик формы           | Поставщик формы | \| Основная \| Резервная \| Резервная \| Резервная \| | \| Основная \| Резервная \| Резервная \| Резервная \| | \| Основная \| Резервная \| Резервная \| Резервная \| | \| Основная \| Резервная \| Резервная \| Резервная \| | \| Основная \| Резервная \| Резервная \| Резервная \| |
| ------------------------- | --------------- | ----------------------------------------------------- | ----------------------------------------------------- | ----------------------------------------------------- | ----------------------------------------------------- | ----------------------------------------------------- |
| Umbro                     |                 | \| Основная \| Резервная \| Резервная \| Резервная \| | \| Основная \| Резервная \| Резервная \| Резервная \| | \| Основная \| Резервная \| Резервная \| Резервная \| | \| Основная \| Резервная \| Резервная \| Резервная \| | \| Основная \| Резервная \| Резервная \| Резервная \| |
| Матчи в форме по турнирам |                 |                                                       |                                                       |                                                       |                                                       |                                                       |
| FavBet Лига 1             | FavBet Лига 1   | 18 (+6=3−9)                                           | 18 (+6=3−9)                                           | 7 (+2=1−4)                                            | 4 (+1=0−3)                                            | 1 (+0=0−1)                                            |
| Кубок Украины             | Кубок Украины   | 2 (+1=0−1)                                            | 2 (+1=0−1)                                            | 1 (+1=0−0)                                            | 0                                                     | 0                                                     |
| Итого                     | Итого           | 20 (+7=3−10)                                          | 20 (+7=3−10)                                          | 8 (+3=1−4)                                            | 4 (+1=0−3)                                            | 1 (+0=0−1)                                            |
| Основная                  | Резервная       | Резервная                                             | Резервная                                             |                                                       |                                                       |                                                       |

## Трансферы
Информация касается трансферов перед началом (летнее трансферное окно, лето 2013 г.), и в течение сезона (зимнее трансферное окно 2013/14 гг.)

### Пришли в клуб
| Дата            | Поз.         | Имя                 | Из клуба                  | Сумма           | Контракт   | *           |
| --------------- | ------------ | ------------------- | ------------------------- | --------------- | ---------- | ----------- |
| 10 июля 2013    | вратарь      | Дмитрий Козаченко   | Заря (Луганск)            | не разглашается | → аренда   | [ 3 ]       |
| 10 июля 2013    | защитник     | Евгений Песков      | Ворскла (Полтава)         | свободный агент | постоянный | [ 3 ]       |
| 10 июля 2013    | защитник     | Александр Брынько   | Авангард (Краматорск)     | свободный агент | постоянный | [ 3 ]       |
| 10 июля 2013    | полузащитник | Владимир Найко      | Буковина (Черновцы)       | свободный агент | постоянный | [ 3 ]       |
| 10 июля 2013    | полузащитник | Владимир Ордынский  | Арсенал (Белая Церковь)   | свободный агент | постоянный | [ 3 ]       |
| 10 июля 2013    | нападающий   | Михаил Сергийчук    | Славутич (Черкассы)       | 80 000 грн.     | постоянный | [ 3 ] [ 5 ] |
| 11 июля 2013    | защитник     | Гиорги Джгереная    | Ильичёвец-мол (Мариуполь) | свободный агент | постоянный | [ 3 ]       |
| 15 июля 2013    | вратарь      | Игорь Чопко         | Торпедо (Николаев)        | не разглашается | → аренда   | [ 6 ]       |
| 29 августа 2013 | защитник     | Рудольф Сухомлинов  | Динамо-2 (Киев)           | свободный агент | постоянный | [ 3 ] [ 7 ] |
| 29 августа 2013 | нападающий   | Андрей Бобров       | Карловка                  | свободный агент | постоянный | [ 3 ] [ 7 ] |
| 27 марта 2014   | вратарь      | Игорь Шилов         | Энергия (Николаев)        | свободный агент | постоянный | [ 8 ]       |
| 27 марта 2014   | защитник     | Антон Барталёв      | Энергия (Николаев)        | свободный агент | постоянный | [ 8 ]       |
| 27 марта 2014   | защитник     | Евгений Рябченко    | Энергия (Николаев)        | свободный агент | постоянный | [ 8 ]       |
| 27 марта 2014   | защитник     | Василий Чёрнопиский | Энергия (Николаев)        | свободный агент | постоянный | [ 8 ]       |
| 27 марта 2014   | защитник     | Кирилл Шиманец      | Энергия (Николаев)        | свободный агент | постоянный | [ 8 ]       |
| 27 марта 2014   | защитник     | Артём Шиманец       | Энергия (Николаев)        | свободный агент | постоянный | [ 8 ]       |
| 27 марта 2014   | полузащитник | Фарамаз Велиев      | Энергия (Николаев)        | свободный агент | постоянный | [ 8 ]       |
| 27 марта 2014   | полузащитник | Сергей Гранковский  | Энергия (Николаев)        | свободный агент | постоянный | [ 8 ]       |
| 27 марта 2014   | полузащитник | Сергей Федорченко   | Энергия (Николаев)        | свободный агент | постоянный | [ 8 ]       |
| 27 марта 2014   | вратарь      | Тимур Чолария       | Славутич (Черкассы)       | свободный агент | постоянный | [ 8 ]       |
| 27 марта 2014   | защитник     | Константин Чаус     | Гелиос (Харьков)          | свободный агент | постоянный | [ 8 ]       |
| 27 марта 2014   | защитник     | Александр Шеншин    | посл.кл. Арсенал (БЦ)     | свободный агент | постоянный | [ 8 ]       |
| 27 марта 2014   | полузащитник | Олег Волков         | Мир (Горностаевка)        | свободный агент | постоянный | [ 8 ]       |
| 27 марта 2014   | полузащитник | Артур Куприй        | Оболонь-Бровар (Киев)     | свободный агент | постоянный | [ 8 ]       |
| 27 марта 2014   | полузащитник | Роман Луценко       | Десна (Чернигов)          | свободный агент | постоянный | [ 8 ]       |
| 27 марта 2014   | полузащитник | Александр Толстяк   | Сумы                      | свободный агент | постоянный | [ 8 ]       |
| 9 апреля 2014   | нападающий   | Денис Александров   | Славия (Мозырь)           | свободный агент | постоянный | [ 9 ]       |

|  |  |  |  |

### Ушли из клуба
| Дата            | Поз.         | Имя                  | В клуб                | Сумма            | Контракт         | *             |
| --------------- | ------------ | -------------------- | --------------------- | ---------------- | ---------------- | ------------- |
| 26 июня 2013    | вратарь      | Богдан Васильев      | Энергия (Николаев)    | свободный агент  | постоянный       | [ 10 ] [ 11 ] |
| 26 июня 2013    | защитник     | Олег Леонидов        | Сумы                  | свободный агент  | постоянный       | [ 10 ] [ 11 ] |
| 26 июня 2013    | защитник     | Александр Тарасенко  | Титан (Армянск)       | свободный агент  | постоянный       | [ 10 ]        |
| 26 июня 2013    | защитник     | Константин Чаус      | Гелиос (Харьков)      | свободный агент  | постоянный       | [ 10 ] [ 12 ] |
| 26 июня 2013    | защитник     | Игорь Тистык         | Гелиос (Харьков)      | свободный агент  | постоянный       | [ 10 ]        |
| 26 июня 2013    | защитник     | Николай Гибалюк      | завершил карьеру      | завершил карьеру | завершил карьеру | [ 10 ]        |
| 26 июня 2013    | защитник     | Ника Русия           |                       |                  |                  | [ 10 ]        |
| 26 июня 2013    | полузащитник | Станислав Гудзикевич | Торпедо (Николаев)    | свободный агент  | постоянный       | [ 10 ] [ 13 ] |
| 26 июня 2013    | нападающий   | Евгений Гагулин      | Торпедо (Николаев)    | свободный агент  | постоянный       | [ 13 ]        |
| 26 июня 2013    | полузащитник | Арсений Янченко      |                       |                  |                  |               |
| 20 июля 2013    | вратарь      | Игорь Чопко          | Торпедо (Николаев)    | свободный агент  | → в/а            |               |
| 27 июля 2013    | защитник     | Дмитрий Волков       |                       |                  |                  | [ 14 ]        |
| 29 августа 2013 | нападающий   | Артём Бессалов       | Кристалл (Херсон)     | свободный агент  | постоянный       | [ 15 ]        |
| 11 октября 2013 | вратарь      | Дмитрий Козаченко    | Заря→ Звезда          | свободный агент  | → в/а            | [ 16 ]        |
| 1 декабря 2013  | полузащитник | Антон Голенков       | Александрия           | свободный агент  | постоянный       | [ 17 ] [ 18 ] |
| 1 декабря 2013  | полузащитник | Артём Чорний         | Александрия           | свободный агент  | постоянный       | [ 18 ]        |
| 1 декабря 2013  | защитник     | Игорь Луценко        | Гелиос (Харьков)      | свободный агент  | постоянный       | [ 19 ]        |
| 1 декабря 2013  | полузащитник | Станислав Чучман     | Гелиос (Харьков)      | свободный агент  | постоянный       | [ 20 ]        |
| 1 декабря 2013  | полузащитник | Андрей Ковалёв       | Гелиос (Харьков)      | свободный агент  | постоянный       | [ 20 ]        |
| 1 декабря 2013  | нападающий   | Александр Каблаш     | Гелиос (Харьков)      | свободный агент  | постоянный       | [ 21 ]        |
| 1 декабря 2013  | вратарь      | Андрей Товт          |                       | свободный агент  |                  | [ 4 ]         |
| 1 декабря 2013  | полузащитник | Сергей Кучеренко     |                       | свободный агент  |                  |               |
| 1 декабря 2013  | защитник     | Рудольф Сухомлинов   |                       | свободный агент  |                  | [ 4 ]         |
| 1 декабря 2013  | нападающий   | Андрей Бобров        |                       | свободный агент  |                  | [ 4 ]         |
| 28 января 2014  | защитник     | Александр Брынько    | Авангард (Краматорск) | свободный агент  | постоянный       | [ 22 ]        |
| 28 января 2014  | защитник     | Юрий Булычёв         |                       | свободный агент  |                  | [ 4 ]         |
| 28 января 2014  | полузащитник | Дмитрий Владов       | Реал Фарма            | свободный агент  | постоянный       | [ 23 ]        |
| 7 марта 2014    | защитник     | Гиорги Джгереная     | Гагра                 | свободный агент  | постоянный       | [ 24 ]        |
| 8 марта 2014    | полузащитник | Владимир Ордынский   | Колос (Ковалёвка)     | свободный агент  | постоянный       | [ 25 ]        |
| 8 марта 2014    | защитник     | Евгений Песков       |                       | свободный агент  |                  | [ 4 ]         |
| 8 марта 2014    | полузащитник | Владимир Найко       | Буковина              | свободный агент  | постоянный       | [ 26 ]        |
| 11 марта 2014   | нападающий   | Михаил Сергийчук     | Карпаты (Львов)       | не разглашается  | постоянный       | [ 27 ]        |

### Отправлены в аренду
| Дата ухода      | Дата возвращения | Позиция    | Имя             | Клуб                      | *            |
| --------------- | ---------------- | ---------- | --------------- | ------------------------- | ------------ |
| 10 августа 2013 | 20 января 2014   | нападающий | Владислав Котов | → Энергия (Новая Каховка) | [ 7 ] [ 28 ] |

## Хронология сезона
- 11 июня 2013 г. Главный тренер МФК «Николаев» Руслан Забранский подал в отставку[29].
- 21 июня 2013 г. Олег Федорчук подписал трёхлетний контракт с МФК «Николаев», став новым главным тренером команды[30].
- 21 июня 2013 г. На пресс-конференции президент МФК «Николаев» Гурген Оронюк поставил задачу на сезон — занять место в первой пятёрке команд[31].
- 24 июня 2013 г. МФК «Николаев» сыграл первый матч под руководством Олега Федорчука. В первом товарищеском матче сезона на домашнем стадионе была разгромлена «Энергия» (Новая Каховка) — 5:0[32].
- 26 июня 2013 г. МФК «Николаев» на клубном автобусе отправился на двухнедельный тренировочный сбор в Куйбышево (Крым)[33].
- 29 июня 2013 г. МФК «Николаев» получил аттестат на участие в чемпионате первой лиги[34].
- 10 июля 2013 г. МФК «Николаев» сыграл последний контрольный матч перед стартом чемпионата. В Херсоне со счетом 3:1 обыгран «Кристалл»[35].
- 14 июля 2013 г. Гостевым поражением 1:2 от кировоградской «Звезды» МФК «Николаев» стартовал в чемпионате Украины. Автором первого гола команды в сезоне стал Артём Чорний. Впервые в роли капитана команду на официальный матч вывел Евгений Песков[36].
- 15 июля 2013 г. МФК «Николаев» огласил заявку на сезон 2013/14[37].
- 19 июля 2013 г. В матче второго тура МФК «Николаев» завоевал первую победу в чемпионате Украины сезона 2013/14, обыграв в гостевом матче тернопольскую «Ниву» 3:2[6].
- 27 июля 2013 г. МФК «Николаев» отзаявил защитника Дмитрия Волкова, являющегося одним из фигурантов дела об убийстве в январе 2013 года николаевского дальнобойщика Олега Шевчука[14].
- 4 августа 2013 г. После гостевой победы над киевским «Динамо-2» 2:1, МФК «Николаев» впервые с сентября 2002 года вышел по ходу турнира на третье место в первой лиге[38].
- 7 августа 2013 г. Домашней победой 3:2 над армянским «Титаном» МФК «Николаев» стартовал в розыгрыше Кубка Украины[39].
- 11 августа 2013 г. Из-за дисквалификации Евгения Пескова, впервые в роли капитана команду на матч МФК «Николаев» — «Авангард» (Краматорск) (0:0) вывел Игорь Луценко[40].
- 29 августа 2013 г. МФК «Николаев» отзаявил полузащитника Артёма Бессалова (провёл в клубе 31 матч, забил 3 мяча), а также дозаявил защитника Рудольфа Сухомлинова и нападающего Андрея Боброва[7].
- 13 октября 2013 г. МФК «Николаев» впервые с сентября 2011 года опустился в «зону вылета»[41].
- 29 октября 2013 г. Домашним поражением 0:3 от донецкого «Шахтёра» на стадии 1/8 финала МФК «Николаев» завершил выступления в розыгрыше Кубка Украины[42]. На матче присутствовали 19 500 зрителей, что стало рекордом посещаемости игр команды в сезоне.
- 3 ноября 2013 г. На пресс-конференции после игры МФК «Николаев» — «Нива» (1:4) главный тренер николаевской команды Олег Федорчук заявил о своей отставке[43]. Исполняющим обязанности главного тренера до окончания первой части сезона был назначен тренер команды Владимир Пономаренко[44].
- 9 ноября 2013 г. МФК «Николаев» провёл первый матч под руководством Владимира Пономаренко. В Ахтырке со счётом 2:1 был обыгран «Нефтяник-Укрнефть»[45].
- 30 ноября 2013 г. МФК «Николаев» провёл последний официальный матч в 2013 году. В перенесённом матче 19-го тура в Николаеве со счётом 3:0 была разгромлена команда «Динамо-2»[46].
- 20 января 2014 г. МФК «Николаев» начал подготовку к весенней части сезона[28].
- 25 января 2014 г. Тренерский штаб МФК «Николаев» усилился Александром Грановским[47].
- 28 января 2014 г. Сборы команды были прерваны из-за сложных погодных условий — снегопада и мороза[48].
- 7 февраля 2014 г. Виктор Козин покинул должность спортивного директора МФК «Николаев»[49]. В тот же день стало известно, что Гурген Оронюк также намерен уйти в отставку[50]. Позже, в интервью одному из интернет ресурсов, он заявил что «… я могу заявление написать уже сегодня. Но при этом вся документация и печать клуба остаются у меня до того момента, пока не будет избран новый президент, и мне не скажут, кому передать документы»[51]. В руководстве клуба остался лишь его вице-президент Олег Киршов[52].
- 25 февраля 2014 г. Игроки МФК «Николаев» во второй раз собрались для проведения подготовки к весенней части сезона[53]. Гурген Оронюк, по просьбе исполняющего обязанности главного тренера Владимира Пономаренко, выделил средства на проведение 12-дневного тренировочного сбора в Николаеве, на проживание и питание футболистов[52].
- 27 февраля 2014 г. МФК «Николаев» подал в ПФЛ заявку для участия во второй части чемпионата страны в первой лиге. Клуб заявил девять человек, которые находились на контракте. Это голкипер Валерий Восконян, защитники Владимир Найко и Евгений Песков, полузащитники Владимир Ордынский, Георгий Джгереная и Роман Попов, нападающие Виктор Берко, Михаил Сергийчук и Владислав Котов[54].
- 1 марта 2014 г. Болельщики МФК «Николаев» прошлись маршем в поддержку клуба[55]. Марш организовал бывший главный тренер МФК «Николаев» Руслан Забранский[56]. Ранее болельщики, во главе с Забранским, начали сбор подписей под письмом к возможным инвесторам клуба[57].
- 10 марта 2014 г. МФК «Николаев» во второй раз возобновил подготовку весенней части чемпионата Украины[58].
- 11 марта 2014 г. На собрании учредителей МФК «Николаев» был избран новый президент клуба. Им стал Игорь Дятлов[59].
- 12 марта 2014 г. Вице-президент «Николаева» Олег Киршов представил команде нового главного тренера Вячеслава Мазарати, а также нового спортивного директора Константина Полищука[59].
- 13 марта 2014 г. На своём официальном сайте МФК «Николаев» разместил заявление о том что «…появились бизнесмены, желающие „прихватизировать“ МФК „Николаев“ и использовать его для собственного обогащения», а «…Игорь Дятлов ещё не принял для себя решение о том, чтобы стать президентом МФК „Николаев“»[60].
- 14 марта 2014 г. МФК «Николаев» сыграл первый матч в 2014 году. В товарищеской игре в Николаеве была одержана победа над херсонским «Кристаллом» 2:1. Виктор Берко стал единственным игроком осеннего состава, сыгравшим в этом матче, он же вывел команду на поле с капитанской повязкой[61].
- 29 марта 2014 г. МФК «Николаев» сыграл весенней части чемпионата. На домашнем стадионе в Николаеве была одержана победа над армянским «Титаном» 2:1. На поле с капитанской повязкой команду вывел новичок Евгений Рябченко, ставший третьим капитаном команды в официальных матчах сезона[62].
- 21 мая 2014 г. Члены Центрального Совета ПФЛ приняли Постановление про отмену перехода команд во вторую лигу по результатам турнира первой лиги в текущем сезоне[63].
- 31 мая 2014 г. МФК «Николаев» гостевым поражением 0:5 от ПФК «Александрия» завершил сезон 2013/14 годов[64]. Команда заняла последнее место в турнирной таблице.

## Статистика сезона

### Статистика команды[65]
| Сыграно матчей  | 33 (30 чемпионат Украины, 3 Кубок Украины)                                      |
| Победы          | 11 (9 чемпионат Украины, 2 Кубок Украины)                                       |
| Ничьи           | 4 (4 чемпионат Украины)                                                         |
| Поражения       | 18 (17 чемпионат Украины, 1 Кубок Украины)                                      |
| Забито мячей    | 39 (34 чемпионат Украины, 5 Кубок Украины)                                      |
| Пропущено мячей | 55 (49 чемпионат Украины, 6 Кубок Украины)                                      |
| Разница мячей   | −16                                                                             |
| Предупреждения  | 82                                                                              |
| Удаления        | 6 (4 сразу, 2 за два предупреждения)                                            |
| Лучший счёт     | 4:1, 3:0                                                                        |
| Худший счёт     | 0:5                                                                             |
| Очки            | Всего: 37/99 (37 %), Чемпионат Украины: 31/90 (34 %), Кубок Украины: 6/9 (66 %) |

### Статистика тренеров[65]
| 1 | Олег Федорчук        | 20 матчей (+6=3−11), последний матч — 1:4 дома от «Нивы»  |
| 2 | Владимир Пономаренко | 3 матча (+2=0−1), последний матч — 3:0 дома от «Динамо-2» |
| 3 | Вячеслав Мазарати    | 10 матчей (+3=1−6)                                        |

### Статистика игроков[65]
| Сухие матчи             | Андрей Товт — 3 (3 чемпионат, 0 Кубок Украины) Валерий Восконян — 1 (1 чемпионат, 0 Кубок Украины) Игорь Шилов — 1 (1 чемпионат, 0 Кубок Украины) Василий Чёрнопиский — 1 (1 чемпионат, 0 Кубок Украины) Дмитрий Козаченко — 0 (0 чемпионат, 0 Кубок Украины) |
| Наибольшее число матчей | Виктор Берко — 28 (25 чемпионат, 3 Кубок Украины) |
| Лучший бомбардир        | Михаил Сергийчук (10 голов) |
| Худшая дисциплина       | Артём Чорний (1 7 ) · Александр Брынько (1 7 ) |

#### Капитаны команды
| Игрок            | Чемпионат | Чемпионат | Чемпионат | Кубок Украины | Кубок Украины | Кубок Украины | Итого | Итого   | Итого     |
| Игрок            | Игры      | Капитан   | в среднем | Игры          | Капитан       | в среднем     | Игры  | Капитан | в среднем |
| ---------------- | --------- | --------- | --------- | ------------- | ------------- | ------------- | ----- | ------- | --------- |
| Евгений Песков   | 18        | 18        | 1,0       | 2             | 2             | 1,0           | 20    | 20      | 1,0       |
| Игорь Луценко    | 12        | 2         | 0,17      | 3             | 1             | 0,33          | 15    | 3       | 0,2       |
| Евгений Рябченко | 10        | 10        | 1,0       | —             | —             | —             | 10    | 10      | 1,0       |

  - основной капитан в текущем составе МФК «Николаев»

#### Бомбардиры команды[1]
| Игрок              | Чемпионат | Чемпионат   | Чемпионат | Кубок Украины | Кубок Украины | Кубок Украины | Итого | Итого       | Итого     |
| Игрок              | Игры      | Голы (пен.) | в среднем | Игры          | Голы (пен.)   | в среднем     | Игры  | Голы (пен.) | в среднем |
| ------------------ | --------- | ----------- | --------- | ------------- | ------------- | ------------- | ----- | ----------- | --------- |
| Михаил Сергийчук   | 20        | 10 (2)      | 0,5       | 3             | 0             | 0             | 23    | 10 (2)      | 0,43      |
| Артём Чорний       | 16        | 4 (2)       | 0,25      | 2             | 0             | 0             | 18    | 4 (2)       | 0,22      |
| Роман Луценко      | 9         | 3           | 0,33      | 0             | 0             | 0             | 9     | 3           | 0,33      |
| Александр Каблаш   | 16        | 3 (1)       | 0,19      | 2             | 0             | 0             | 18    | 3 (1)       | 0,17      |
| Дмитрий Владов     | 16        | 2           | 0,13      | 3             | 1             | 0,33          | 19    | 3           | 0,16      |
| Антон Голенков     | 14        | 1           | 0,07      | 2             | 1             | 0,5           | 16    | 2           | 0,13      |
| Станислав Чучман   | 16        | 2           | 0,13      | 1             | 0             | 0             | 17    | 2           | 0,12      |
| Владимир Ордынский | 16        | 1           | 0,06      | 2             | 1             | 0,5           | 18    | 2           | 0,11      |
| Виктор Берко       | 25        | 1           | 0,04      | 3             | 1             | 0,33          | 28    | 2           | 0,07      |
| Александр Толстяк  | 7         | 1           | 0,14      | 0             | 0             | 0             | 7     | 1           | 0,14      |
| Сергей Гранковский | 9         | 1           | 0,11      | 0             | 0             | 0             | 9     | 1           | 0,11      |
| Сергей Федорченко  | 10        | 1           | 0,1       | 0             | 0             | 0             | 10    | 1           | 0,1       |
| Евгений Рябченко   | 10        | 1           | 0,1       | 0             | 0             | 0             | 10    | 1           | 0,1       |
| Сергей Кучеренко   | 11        | 0           | 0         | 2             | 1             | 0,5           | 13    | 1           | 0,08      |
| Евгений Песков     | 18        | 1           | 0,06      | 2             | 0             | 0             | 20    | 1           | 0,05      |
| Андрей Ковалёв     | 18        | 1           | 0,06      | 3             | 0             | 0             | 21    | 1           | 0,05      |
| Александр Брынько  | 18        | 1           | 0,06      | 3             | 0             | 0             | 21    | 1           | 0,05      |

  - лучший бомбардир команды по сумме всех турниров

#### Матчи, голы, наказания
| №  | Поз. | Имя                 | Чемпионат | Чемпионат | Чемпионат | Чемпионат    | Чемпионат | Кубок Украины | Кубок Украины | Кубок Украины | Кубок Украины | Кубок Украины | Итого | Итого  | Итого   | Итого        | Итого    |
| №  | Поз. | Имя                 | Игры      | Голы      | капитан   | Предупреждён | Red card  | Игры          | Голы          | капитан       | Предупреждён  | Red card      | Игры  | Голы   | капитан | Предупреждён | Red card |
| -- | ---- | ------------------- | --------- | --------- | --------- | ------------ | --------- | ------------- | ------------- | ------------- | ------------- | ------------- | ----- | ------ | ------- | ------------ | -------- |
| 19 | Нап  | Виктор Берко        | 25        | 1         | 0         | 4            | 0         | 3             | 1             | 0             | 0             | 0             | 28    | 2      | 0       | 4            | 0        |
| 9  | Н    | Михаил Сергийчук    | 20        | 10 (2)    | 0         | 4            | 0         | 3             | 0             | 0             | 1             | 0             | 23    | 10 (2) | 0       | 5            | 0        |
| 27 | Защ  | Юрий Булычёв        | 20        | 0         | 0         | 3            | 0         | 2             | 0             | 0             | 0             | 0             | 22    | 0      | 0       | 3            | 0        |
| 24 | Защ  | Гиорги Джгереная    | 19        | 0         | 0         | 1            | 0         | 3             | 0             | 0             | 0             | 0             | 22    | 0      | 0       | 1            | 0        |
| 25 | Защ  | Александр Брынько   | 18        | 1         | 0         | 6            | 1         | 3             | 0             | 0             | 1             | 0             | 21    | 1      | 0       | 7            | 1        |
| 23 | ПЗ   | Андрей Ковалёв      | 18        | 1         | 0         | 2            | 0         | 3             | 0             | 0             | 0             | 0             | 21    | 1      | 0       | 2            | 0        |
| 3  | Защ  | Евгений Песков      | 18        | 1         | 18        | 2            | 0         | 2             | 0             | 2             | 0             | 0             | 20    | 1      | 20      | 2            | 0        |
| 11 | ПЗ   | Владимир Найко      | 17        | 0         | 0         | 3            | 0         | 2             | 0             | 0             | 0             | 0             | 19    | 0      | 0       | 3            | 0        |
| 15 | ПЗ   | Дмитрий Владов      | 16        | 2         | 0         | 3            | 0         | 3             | 1             | 0             | 0             | 0             | 19    | 3      | 0       | 3            | 0        |
| 13 | ПЗ   | Артём Чорний        | 16        | 4 (2)     | 0         | 6            | 1         | 2             | 0             | 0             | 1             | 0             | 18    | 4 (2)  | 0       | 7            | 1        |
| 18 | ПЗ   | Владимир Ордынский  | 16        | 1         | 0         | 2            | 0         | 2             | 1             | 0             | 1             | 0             | 18    | 2      | 0       | 3            | 0        |
| 7  | Нап  | Александр Каблаш    | 16        | 3 (1)     | 0         | 4            | 0         | 2             | 0             | 0             | 1             | 0             | 18    | 3 (1)  | 0       | 5            | 0        |
| 17 | ПЗ   | Станислав Чучман    | 16        | 2         | 0         | 4            | 1         | 1             | 0             | 0             | 0             | 0             | 17    | 2      | 0       | 4            | 1        |
| 22 | ПЗ   | Антон Голенков      | 14        | 1         | 0         | 2            | 1         | 2             | 1             | 0             | 0             | 0             | 16    | 2      | 0       | 2            | 1        |
| 14 | Защ  | Игорь Луценко       | 12        | 0         | 2         | 5            | 1         | 3             | 0             | 1             | 0             | 0             | 15    | 0      | 3       | 5            | 1        |
| 33 | Вр   | Андрей Товт         | 12        | −20       | 0         | 1            | 0         | 1             | −3            | 0             | 0             | 0             | 13    | −23    | 0       | 1            | 0        |
| 10 | ПЗ   | Сергей Кучеренко    | 11        | 0         | 0         | 1            | 0         | 2             | 1             | 0             | 0             | 0             | 13    | 1      | 0       | 1            | 0        |
| 14 | Защ  | Евгений Рябченко    | 10        | 1         | 10        | 3            | 0         | 0             | 0             | 0             | 0             | 0             | 10    | 1      | 10      | 3            | 0        |
| 6  | Защ  | Василий Чёрнопиский | 10        | 0         | 0         | 1            | 0         | 0             | 0             | 0             | 0             | 0             | 10    | 0      | 0       | 1            | 0        |
| 24 | ПЗ   | Сергей Федорченко   | 10        | 1         | 0         | 3            | 0         | 0             | 0             | 0             | 0             | 0             | 10    | 1      | 0       | 3            | 0        |
| 5  | ПЗ   | Роман Луценко       | 9         | 3         | 0         | 3            | 0         | 0             | 0             | 0             | 0             | 0             | 9     | 3      | 0       | 3            | 0        |
| 9  | ПЗ   | Сергей Гранковский  | 9         | 1         | 0         | 1            | 0         | 0             | 0             | 0             | 0             | 0             | 9     | 1      | 0       | 1            | 0        |
| 4  | Защ  | Кирилл Шиманец      | 9         | 0         | 0         | 1            | 0         | 0             | 0             | 0             | 0             | 0             | 9     | 0      | 0       | 1            | 0        |
| 27 | Защ  | Фарамаз Велиев      | 9         | 0         | 0         | 3            | 0         | 0             | 0             | 0             | 0             | 0             | 9     | 0      | 0       | 3            | 0        |
| 2  | ПЗ   | Константин Чаус     | 9         | 0         | 0         | 0            | 0         | 0             | 0             | 0             | 0             | 0             | 9     | 0      | 0       | 0            | 0        |
| 1  | Вр   | Дмитрий Козаченко   | 7         | −10       | 0         | 0            | 0         | 2             | −3            | 0             | 1             | 0             | 9     | −13    | 0       | 1            | 0        |
| 10 | ПЗ   | Артур Куприй        | 8         | 0         | 0         | 4            | 0         | 0             | 0             | 0             | 0             | 0             | 8     | 0      | 0       | 4            | 0        |
| 1  | Вр   | Игорь Шилов         | 8         | −11       | 0         | 1            | 1         | 0             | 0             | 0             | 0             | 0             | 8     | −11    | 0       | 1            | 1        |
| 23 | Нап  | Денис Александров   | 8         | 0         | 0         | 3            | 0         | 0             | 0             | 0             | 0             | 0             | 8     | 0      | 0       | 3            | 0        |
| 17 | ПЗ   | Александр Толстяк   | 7         | 1         | 0         | 4            | 0         | 0             | 0             | 0             | 0             | 0             | 7     | 1      | 0       | 4            | 0        |
| 22 | Нап  | Владислав Котов     | 7         | 0         | 0         | 0            | 0         | 0             | 0             | 0             | 0             | 0             | 7     | 0      | 0       | 0            | 0        |
| 16 | ПЗ   | Роман Попов         | 6         | 0         | 0         | 1            | 0         | 1             | 0             | 0             | 0             | 0             | 7     | 0      | 0       | 1            | 0        |
| 13 | ПЗ   | Артём Шиманец       | 6         | 0         | 0         | 0            | 0         | 0             | 0             | 0             | 0             | 0             | 6     | 0      | 0       | 0            | 0        |
| 77 | Вр   | Валерий Восконян    | 5         | −8        | 0         | 0            | 0         | 0             | 0             | 0             | 0             | 0             | 5     | −8     | 0       | 0            | 0        |
| 3  | Защ  | Антон Барталёв      | 4         | 0         | 0         | 1            | 0         | 0             | 0             | 0             | 0             | 0             | 4     | 0      | 0       | 1            | 0        |
| 7  | ПЗ   | Олег Волков         | 3         | 0         | 0         | 0            | 0         | 0             | 0             | 0             | 0             | 0             | 3     | 0      | 0       | 0            | 0        |
| 5  | Защ  | Дмитрий Волков      | 1         | 0         | 0         | 0            | 0         | 0             | 0             | 0             | 0             | 0             | 1     | 0      | 0       | 0            | 0        |
| 8  | Защ  | Рудольф Сухомлинов  | 1         | 0         | 0         | 0            | 0         | 0             | 0             | 0             | 0             | 0             | 1     | 0      | 0       | 0            | 0        |
| 20 | Нап  | Андрей Бобров       | 0         | 0         | 0         | 0            | 0         | 0             | 0             | 0             | 0             | 0             | 0     | 0      | 0       | 0            | 0        |
| 8  | Нап  | Артём Бессалов      | 0         | 0         | 0         | 0            | 0         | 0             | 0             | 0             | 0             | 0             | 0     | 0      | 0       | 0            | 0        |
| 26 | Вр   | Игорь Чопко         | 0         | 0         | 0         | 0            | 0         | 0             | 0             | 0             | 0             | 0             | 0     | 0      | 0       | 0            | 0        |
| 12 | Вр   | Тимур Чолария       | 0         | 0         | 0         | 0            | 0         | 0             | 0             | 0             | 0             | 0             | 0     | 0      | 0       | 0            | 0        |
|    | Защ  | Александр Шеншин    | 0         | 0         | 0         | 0            | 0         | 0             | 0             | 0             | 0             | 0             | 0     | 0      | 0       | 0            | 0        |

#### Лауреаты сезона
Лучший игрок сезона по версии газеты «Николаевские новости»:
- Михаил Сергийчук[66]

### Зрительская статистика
| Чемпионат Украины (30 игр) | |                                               |        |
| кол-во зрителей            | дома (15 игр)                                                                                          | выезд (15 игр)                                | итого  |
| максимальное               | 8 300 против «Авангард» (Краматорск), 11 августа 2013 8 300 против «Гелиос» (Харьков), 24 августа 2013 | 5 500 против «Нива» (Тернополь), 19 июля 2013 | итого  |
| минимальное                | 1 000 против «Сталь» (Алчевск), 27 мая 2014                                                            | 150 против «Динамо-2» (Киев), 4 августа 2013  | итого  |
| среднее                    | 3 440                                                                                                  | 1 523                                         | 2 482  |
| сумма                      | 51 600                                                                                                 | 22 890                                        | 74 490 |

| Кубок Украины (3 игры) |                                                      |               |        |
| кол-во зрителей        | дома (3 игры)                                        | выезд (0 игр) | итого  |
| максимальное           | 19 500 против «Шахтёр» (Донецк), 29 октября 2013     | —             | итого  |
| минимальное            | 4 200 против «Звезда» (Кировоград), 25 сентября 2013 | —             | итого  |
| среднее                | 10 133                                               | 0             | 10 133 |
| сумма                  | 30 400                                               | 0             | 30 400 |

| Все офиц. матчи сезона (33 игры) |                                                  |                                               |         |
| кол-во зрителей                  | дома (18 игр)                                    | выезд (15 игр)                                | итого   |
| максимальное                     | 19 500 против «Шахтёр» (Донецк), 29 октября 2013 | 5 500 против «Нива» (Тернополь), 19 июля 2013 | итого   |
| минимальное                      | 1 000 против «Сталь» (Алчевск), 27 мая 2014      | 150 против «Динамо-2» (Киев), 4 августа 2013  | итого   |
| среднее                          | 4 556                                            | 1 523                                         | 3 178   |
| сумма                            | 82 000                                           | 22 890                                        | 104 890 |

## Предсезонные и товарищеские матчи
Предсезонные матчи
| 24 июня 2013 г. / понедельник | МФК «Николаев»                                                 | 5:0    | «Энергия» (Новая Каховка) | Украина, Николаев |
| | Чорний 4′ · Каблаш 41′ · Тистык 46′ · Гибалюк 65′ · Волков 73′ | отчёт. |                           | Стадион: ЦГС      |
| МФК «Николаев»: Восконян, Луценко, Бессалов, Голенков, Ковалёв, Чорний, Каблаш, Волков, Чучман, Владов, Тистык, Гибалюк, Берко, Михайленко, Васильев |                                                                |        |                           |                   |

Учебно-тренировочный сбор МФК «Николаев» в Крыму (26 июня — 6 июля 2013 года)
| 29 июня 2013 г. / суббота | МФК «Николаев» | 1:0    | «Авангард» (Краматорск) | Украина, Куйбышево        |
| | Попов 80′      | отчёт. |                         | Стадион: СТК «Инкомспорт» |
| МФК «Николаев»: Товт, Джгереная, Найко, Луценко, Брынько, Владов, Чорний, Ковалёв, Голенков, Ордынский, Каблаш 46' (Литвиненко, Волков, Чучман, И. Кучеренко, Булычёв, Песков, Попов, Бессалов, С. Кучеренко, Берко, Котов 46') |                |        |                         |                           |

| 3 июля 2013 г. / среда | МФК «Николаев»      | 3:1    | «Гелиос» (Харьков) | Украина, Евпатория       |
| | Чорний ? · Чучман ? | отчёт. | ? ?                | Стадион: СК «Арена Крым» |
| МФК «Николаев»: Товт, Джгереная 60' (Булычев 60'), Найко 46' (Чучман 46'), Луценко 60' (Котов 60' 80' Попов 80'), Брынько 60' (Волков 60'), Владов 46' (Песков 46'), Ордынский 60' (Берко 60'), Чорний 60' (Бессалов 60'), Ковалёв 46' (С. Кучеренко 46'), Голенков 80' (Михайленко 80'), Сергийчук 46' (Масалов 46') |                     |        |                    |                          |

| 5 июля 2013 г. / пятница | МФК «Николаев» | 0:1    | «Титан» (Армянск) | Украина, Почтовое                      |
| |                | отчёт. | ? 5′              | Стадион: УТБ ФК «Таврия» (Симферополь) |
| МФК «Николаев»: Восконян 30' (Иванов 30' 60' Товт 60'), Булычев 46' (Джгереная 46'), Чучман 46' (Найко 46'), Луценко, Волков 15' (Брынько 15'), Владов 46' (Песков 46'), Масалов 46' (Голенков 46'), Бессалов 46' (Чорний 46'), Кучеренко 46' (Ковалёв 46'), Берко 46' (Ордынский 46'), Каблаш 46' (Сергийчук 46') |                |        |                   |                                        |

| 10 июля 2013 г. / среда | «Кристалл» (Херсон) | 1:3    | МФК «Николаев»                              | Украина, Херсон     |
| | Белмохтар 32′       | отчёт. | Чорний 28′ · Ордынский 30′ · Михайленко 68′ | Стадион: «Кристалл» |
| МФК «Николаев»: Товт 46' (Козаченко 46'), Джгереная 46' (Михайленко 46'), Луценко 46' (Чучман 46'), Найко 46' (Тищенко 46'), Брынько 46' (Булычев 46'), Владов, Голенков 46' (Попов 46'), Чорний 46' (Бессалов 46'), Ковалёв 46' (Кучеренко 42'), Ордынский 46' (Котов 46'), Сергийчук 46' (Берко 46') |                     |        |                                             |                     |

Товарищеские матчи в рамках подготовки к весенней части сезона
| 14 марта 2014 г. / пятница | МФК «Николаев»             | 2:1    | «Кристалл» (Херсон) | Украина, Николаев |
| | Федорченко 40′ · Берко 88′ | отчёт. | ? 45′               | Стадион: ЦГС (ИП) |
| МФК «Николаев»: Шилов 46' (Чолария 46'), А. Шиманец 46' (К. Шиманец 46'), Чаус, Рябченко 46' (Барталёв 46'), Чернопиский 46' (Камерцель 46'), Лысенко 71' (Берко 71'), Федорченко 46' (Климко 46'), Велиев 71' (А. Шиманец 71'), Куприй, Гранковский 46' (О. Волков 46'), Берко 46' (Котов 46') |                            |        |                     |                   |

| 17 марта 2014 г. / понедельник | «Энергия» (Новая Каховка) | 0:1    | МФК «Николаев»  | Украина, Новая Каховка |
| |                           | отчёт. | Александров 23′ | Стадион: «Авангард»    |
| МФК «Николаев»: Чолария 46' (Шилов 46'), Куприй, Барталёв, Чаус, А. Шиманец, Федорченко, Велиев 46' (Климко 46'), Луценко 80' (Попов 80'), Игуменов 70' (Котов 70'), О. Волков 46' (Берко 46'), Александров |                           |        |                 |                        |

| 20 марта 2014 г. / четверг | «Реал Фарма» (Овидиополь) | 0:0    | МФК «Николаев» | Украина, Одесса |
| |                           | отчёт. |                | Стадион: «Иван» |
| МФК «Николаев»: Шилов 46' (Чолария 46'), Чернопиский 70' (А. Шиманец 70'), Шеншин 46' (К. Шиманец 46'), Чаус, Куприй, Велиев 71' (Барталёв 71'), Толстяк 46' (Федорченко 46'), Игуменов 46' (Кретов 46'), Гранковский 75' (О. Волков 75'), Луценко, Берко |                           |        |                |                 |

| 22 марта 2014 г. / суббота | СК «Кривбасс» (Кривой Рог) | 1:1    | МФК «Николаев» | Украина, Кривой Рог  |
| | ? 15′                      | отчёт. | Луценко 5′     | Стадион: «Строитель» |
| МФК «Николаев»: Чолария 46' (Шилов 46'), Барталёв 75' (Шеншин 75'), К. Шиманец, Чаус, Чернопиский, Федорченко, Толстяк, Куприй 65' (Попов 65'), Гранковский 60' (Берко 60'), Луценко, Александров 65' (Котов 65') |                            |        |                |                      |

## FavBet Лига 1
|  |

### Турнирная таблица
| М  | Команда         | И  | В  | Н  | П  | Мячи    | ±   | О     | Примечания |
| -- | --------------- | -- | -- | -- | -- | ------- | --- | ----- | ---------- |
| 12 | Титан           | 30 | 10 | 8  | 12 | 29 − 41 | −12 | 38 \| |            |
| 13 | Буковина        | 30 | 10 | 6  | 14 | 26 − 36 | −10 | 36 \| |            |
| 14 | Динамо-2        | 30 | 8  | 8  | 14 | 29 − 30 | −1  | 32 \| |            |
| 15 | Авангард        | 30 | 7  | 10 | 13 | 23 − 27 | −4  | 31 \| |            |
| 16 | Н И К О Л А Е В | 30 | 9  | 4  | 17 | 34 − 49 | −15 | 31 \| |            |

И — игры, В — выигрыши, Н — ничьи, П — проигрыши, Мячи — забитые и пропущенные голы, ± — разница голов, О — очки

Приоритет: 1) очки; 2) разница голов; 3) Забитые голы; 4) Рейтинг честной игры

### Матчи[69]

#### 1-й круг
| 14 июля 2013 г. / воскресенье 1-й тур | «Звезда» (Кировоград)                                                 | 2:1 протокол (укр.). Дата обращения: 10 января 2014. Архивировано из оригинала 10 января 2014 года. | МФК «Николаев»                                               | Украина, Кировоград                                        |
| 18:00 | Шаврин 8′ · Мостовой 62′ · Ширяев 43' · Гонщик 81' · Загальский 90+2' | отчёт.                                                                                              | Чорний 43′ (пен.) · Каблаш 13' · Луценко 45' · Сергийчук 51' | Стадион: «Звезда» Зрителей: 2 400 Судья: Новохатний (Киев) |
| «Звезда» (Кировоград): Ширяев, Мостовой, Рудницкий 78' (Загальский 78'), Родина, Горбаненко 46' (Гонщик 46'), Шаврин, Степанов , Бурдиян, Кочура 22' (Осадчий 22'), Смалько, Чичиков 90' (Сокуренко 90') · Остались в запасе: Поштаренко, Порошин, Титов · МФК «Николаев»: Козаченко 72' (Восконян 72'), Песков , Каблаш 46' (Сергийчук 46'), Найко, Чорний, Луценко, Ордынский 57' (Кучеренко 57'), Голенков 76' (Берко 76'), Джгереная, Брынько, Булычёв · Остались в запасе: Бессалов, Владов, Чучман |                                                                       | |                                                              |                                                            |

| 19 июля 2013 г. / пятница 2-й тур | «Нива» (Тернополь)                                                                          | 2:3 протокол (укр.). Дата обращения: 10 января 2014. Архивировано из оригинала 10 января 2014 года. | МФК «Николаев»                                                                         | Украина, Тернополь                                   |
| 18:00 | Шестаков 13′ · Загинайлов 51′ · Шестаков 21' · Яневич 27' · Б. Баранец 53' · Загинайлов 69' | отчёт.                                                                                              | Сергийчук 7′ 16′ · Чучман 23′ · Луценко 36' · Ордынский 74' · Чорний 89' · Найко 90+5' | Стадион: ГС Зрителей: 5 500 Судья: Шурман (Вишнёвое) |
| «Нива» (Тернополь): Новак, Романюк, Лазорик , Билый 25' (Басараб 25'), Яневич, Шестаков, Малыш, Г. Баранец, Загинайлов, Б. Баранец, Мельник 59' (Товкацкий 59' 87' Яворский 87') · Остались в запасе: Базилевич, Мдинарадзе, Гребинский, Кикоть · МФК «Николаев»: Восконян, Песков , Волков 20' (Булычёв 20'), Сергийчук, Чорний, Луценко 46' (Найко 46'), Чучман, Голенков, Ковалёв 80' (Каблаш 80'), Джгереная 61' (Ордынский 61'), Брынько · Остались в запасе: Чопко, Кучеренко, Берко |                                                                                             | |                                                                                        |                                                      |

| 27 июля 2013 г. / суббота 3-й тур | МФК «Николаев»             | 1:1 протокол (укр.). Дата обращения: 10 января 2014. Архивировано из оригинала 10 января 2014 года. | «Нефтяник-Укрнефть» (Ахтырка)                            | Украина, Николаев                                         |
| 18:00 | Голенков 58′ · Ковалёв 22' | отчёт.                                                                                              | Прокопченко 44′ · Башлай 3' · Свитличный 51' · Антюх 54' | Стадион: ЦГС Зрителей: 7 200 Судья: Яблонский (Тернополь) |
| МФК «Николаев»: Товт, Песков , Сергийчук, Найко, Чорний, Чучман 58' (Кучеренко 58'), Ордынский 77' (Булычёв 77'), Голенков, Ковалёв 46' (Каблаш 46'), Джгереная 77' (Владов 77'), Брынько · Остались в запасе: Восконян, Луценко, Берко · «Нефтяник-Укрнефть» (Ахтырка): Лавренюк, Васильев, Бояринцев , Зайчук, Свитличный, Башлай, Антюх, Павелько 80' (Войцеховский 80'), Вайда 66' (Радионов 66'), Прокопченко 59' (Саванчук 59'), Левига 66' (Яровенко 66') · Остались в запасе: Вокальчук, Кисиль, Разуваев |                            | |                                                          |                                                           |

| 4 августа 2013 г. / воскресенье 4-й тур | «Динамо-2» (Киев)                                    | 1:2 протокол (укр.). Дата обращения: 10 января 2014. Архивировано из оригинала 10 января 2014 года. | МФК «Николаев»                            | Украина, Киев                                       |
| 16:00 | Алиев 50′ · Цыбульник 52' · Карп 60' · Акубардия 62' | отчёт.                                                                                              | Песков 66′ · Сергийчук 90+4′ · Чучман 32' | Стадион: Динамо Зрителей: 150 Судья: Грисьо (Львов) |
| «Динамо-2» (Киев): Тимофеев, Ягодинскис, Рыжук, Карп 69' (Хлебас 69'), Алиев , Трубочкин, Савченко 80' (Медынский 80'), Цыбульник, Мякушко 86' (Панфилов 59'), Яремчук, Черноморец 46' (Акубардия 46') · Остались в запасе: Бонь, Братков, Маик · МФК «Николаев»: Товт, Песков , Каблаш 75' (Ковалёв 75'), Сергийчук, Найко, Чорний, Чучман 46' (Владов 46'), Голенков 82' (Берко 82'), Джгереная, Брынько, Булычёв 66' (Ордынский 66') · Остались в запасе: Восконян, Луценко |                                                      | |                                           |                                                     |

| 11 августа 2013 г. / суббота 5-й тур | МФК «Николаев»                                               | 0:0 протокол (укр.). Дата обращения: 10 января 2014. Архивировано из оригинала 10 января 2014 года. | «Авангард» (Краматорск)                                         | Украина, Николаев                                     |
| 18:00 | · Луценко 17' · Брынько 38' 43' · Чорний 41' · Сергийчук 82' | отчёт.                                                                                              | · Сангаре 22' · Поднебенный 30' · Резников 45+1' · Печёнкин 54' | Стадион: ЦГС Зрителей: 8 300 Судья: Дегтярёв (Одесса) |
| МФК «Николаев»: Товт, Каблаш 46' (Ордынский 46'), Сергийчук, Найко, Чорний 80' (Попов 80'), Луценко , Чучман 69' (Владов 69'), Голенков 64' (Ковалёв 64'), Джгереная, Брынько, Булычёв · Остались в запасе: Козаченко, Кучеренко, Берко · «Авангард» (Краматорск): Жданков, Киселёвский 79' (Кравченко 79'), Резников, Визавер , М. Ковалёв, Сангаре, Швец, Швыдкий, Печёнкин 73' (Тищенко 73'), Поднебенный, Якименко 69' (Штогрин 89') · Остались в запасе: Пуговкин |                                                              | |                                                                 |                                                       |

| 17 августа 2013 г. / суббота 6-й тур | «Титан» (Армянск) | 4:3 протокол (укр.). Дата обращения: 10 января 2014. Архивировано из оригинала 10 января 2014 года. | МФК «Николаев» | Украина, Армянск                                     |
| 17:00 | Нудный 24′ (пен.) · Субочев 49′ · Кравченко 70′ · Жигалов 86′ · Гальчук 41' · Кравченко 45+3' · Морозов 81' · Жигалов 90' | отчёт.                                                                                              | Сергийчук 6′ · Чорний 22′ (пен.) · Ордынский 90+2′ · Каблаш 10' · Товт 25' · Ордынский 54' · Чорний 59' · Голенков 65' · Луценко 70' | Стадион: Химик Зрителей: 1 550 Судья: Жуков (Донецк) |
| «Титан» (Армянск): Кошелев, Маслов 27' (Войнаровский 27'), Карпенко , Тарасенко 30' (Аблитаров 30'), Гальчук, Нудный, Соляник, Субочев 74' (Морозов 74'), Култышев, Кравченко 90' (Симончук 90'), Жигалов · Остались в запасе: Иваненко, Шаповал, И. Кучеренко · МФК «Николаев»: Товт, Каблаш 46' (Ковалёв 46'), Сергийчук, Найко 35' (Владов 35'), Чорний, Луценко , Чучман, Ордынский, Голенков 74' (Берко 74'), Джгереная, Булычёв · Остались в запасе: Козаченко, С. Кучеренко, Попов | | | |                                                      |

| 24 августа 2013 г. / суббота 7-й тур | МФК «Николаев»                                                 | 4:1 протокол (укр.). Дата обращения: 10 января 2014. Архивировано из оригинала 10 января 2014 года. | «Гелиос» (Харьков)                                             | Украина, Николаев                                        |
| 17:00 | Каблаш 6′ · Сергийчук 10′ 17′ (пен.) · Берко 89′ · Брынько 42' | отчёт.                                                                                              | Качур 78′ · Дзвонка 20' · Хамильтон-Роллингс 34' · Давыдов 58' | Стадион: ЦГС Зрителей: 8 300 Судья: Митровский (Ужгород) |
| МФК «Николаев»: Козаченко, Песков , Каблаш 69' (Берко 69'), Сергийчук, Найко, Чучман 62' (Владов 62'), Ордынский, Голенков 78' (Попов 78'), Ковалёв 75' (Кучеренко 75'), Брынько, Булычёв · Остались в запасе: Товт, Бессалов · «Гелиос» (Харьков): Сидоренко, Борзенко , Мельник, Налигач, Хамильтон-Роллингс, Кравченко 37' (Собко 37' 65' Красильников 65'), Задоя, Дзвонка 46' (Пархоменко 46'), Герасимец 81' (Комарницкий 81'), Давыдов, Качур · Остались в запасе: Попович, Чаус |                                                                | |                                                                |                                                          |

| 31 августа 2013 г. / суббота 8-й тур | «Украгроком» (Головковка)                                   | 2:0 протокол (укр.). Дата обращения: 10 января 2014. Архивировано из оригинала 10 января 2014 года. | МФК «Николаев» | Украина, Александрия                                 |
| 18:00 | Фальковский 33′ · Боровский 90+1′ · Данькив 3' · Любчак 69' | отчёт.                                                                                              | · Брынько 63'  | Стадион: Ника Зрителей: 1 200 Судья: Песоцкий (Сумы) |
| «Украгроком» (Головковка): Науменко, Ломко, Родевич, Покосенко, Любчак, Данькив 89' (Степанюк 89'), Батраченко , Лозовой 81' (Боровский 81'), Пономарь, Бровкин 73' (Сирык 73' 90' Ляшенко 90'), Фальковский · Остались в запасе: Николаев, Мамонов, Ефремов · МФК «Николаев»: Козаченко, Песков , Каблаш, Сергийчук, Найко, Чучман 60' (Владов 60'), Ордынский 60' (Берко 60'), Ковалёв 60' (Кучеренко 60'), Джгереная, Брынько, Булычёв · Остались в запасе: Товт, Сухомлинов, Луценко, Голенков |                                                             | |                |                                                      |

| 7 сентября 2013 г. / суббота 9-й тур | МФК «Николаев»                                    | 1:2 протокол (укр.). Дата обращения: 10 января 2014. Архивировано из оригинала 10 января 2014 года. | ФК «Полтава»                                            | Украина, Николаев                                     |
| 14:00 | Чорний 24′ · Чучман 19' · Булычёв 87' · Найко 90' | отчёт.                                                                                              | Хобленко 13′ · Насубулин 48′ · Шаврин 16' · Каськов 84' | Стадион: ЦГС Зрителей: 7 450 Судья: Монзуль (Харьков) |
| МФК «Николаев»: Товт, Песков , Каблаш 58' (Берко 58'), Сергийчук, Найко, Чорний, Чучман 28' (Ковалёв 28'), Ордынский, Джгереная, Брынько, Булычёв · Остались в запасе: Козаченко, Сухомлинов, Кучеренко, Луценко, Владов · ФК «Полтава»: Кучинский, Цапиц, Даценко, Жданов 80' (Фаворов 80'), Зозуля 46' (Чеботаев 46'), Шаврин, Семененко, Насубулин, Шевчук 64' (Зеленевич 64'), Турчанов, Хобленко 53' (Каськов 53') · Остались в запасе: Деркач, Скороходов |                                                   | |                                                         |                                                       |

| 14 сентября 2013 г. / суббота 10-й тур | «Олимпик» (Донецк)                                                 | 1:0 протокол (укр.). Дата обращения: 10 января 2014. Архивировано из оригинала 10 января 2014 года. | МФК «Николаев»                                        | Украина, Донецк                                         |
| 16:00 | Драченко 27′ · Данькив 37' · Иванов 49' · Огиря 71' · Дитятьев 76' | отчёт.                                                                                              | · Чорний 42' · Брынько 54' · Булычёв 65' · Чучман 90' | Стадион: Олимпик Зрителей: 500 Судья: Кутаков (Бровары) |
| «Олимпик» (Донецк): Махарадзе, Иванов, Огиря, Дитятьев, Певнев 46' (Волков 46'), Дорош 75' (Заика 75'), Дорошенко, Драченко, Алексанов, Иса 66' (Семенина 66'), Сытник 75' (Есип 75') · Остались в запасе: Жук, Орехов, Гельзин · МФК «Николаев»: Козаченко, Песков 79' (Каблаш 79'), Сергийчук, Найко, Чорний 68' (Берко 68'), Луценко, Ордынский 46' (Джгереная 46'), Голенков, Ковалёв 46' (Чучман 46'), Брынько, Булычёв · Остались в запасе: Восконян, Сухомлинов, Владов |                                                                    | |                                                       |                                                         |

| 21 сентября 2013 г. / суббота 11-й тур | МФК «Николаев» | 1:1 протокол (укр.). Дата обращения: 10 января 2014. Архивировано из оригинала 10 января 2014 года. | ПФК «Сумы»                    | Украина, Николаев                                  |
| 16:00 | Сергийчук 62′  | отчёт.                                                                                              | Скарлош 45+1′ · Кадимян 90+1' | Стадион: ЦГС Зрителей: 3 500 Судья: Грисьо (Львов) |
| МФК «Николаев»: Козаченко, Песков , Сергийчук, Найко, Чорний, Луценко 58' (Владов 58'), Голенков 74' (Берко 64'), Ковалёв 46' (Ордынский 46'), Джгереная, Брынько, Булычёв · Остались в запасе: Восконян, Сухомлинов, Кучеренко, Попов · ПФК «Сумы»: Бабак, Леонидов 23' (Лещук 23'), Петрович, Котелюх, Радионов 66' (Бугаёв 66'), Богачёв 46' (Корольчук 46'), Дурай, Масалов, Даудов, Скарлош 71' (Кадимян 71'), Мельник · Остались в запасе: Белошапка, Тарасенко, Гавриленко |                | |                               |                                                    |

| 29 сентября 2013 г. / воскресенье 12-й тур | «Сталь» (Алчевск)        | 1:0 протокол (укр.). Дата обращения: 10 января 2014. Архивировано из оригинала 10 января 2014 года. | МФК «Николаев»               | Украина, Алчевск                                    |
| 13:30 | Батюшин 3′ · Степанюк 4' | отчёт.                                                                                              | · Голенков 85' · Луценко 87' | Стадион: Сталь Зрителей: 1 000 Судья: Саик (Одесса) |
| «Сталь» (Алчевск): Ганев, Максименко, Мищенко, М. Ковалёв, Хромых, Леонов 55' (Солдат 55'), Нгаха , Поступаленко 82' (Батищев 82'), Батюшин 61' (Акименко 61'), Сикорский 81' (Гордя 81'), Степанюк · Остались в запасе: Комарицкий, Троцько, Ермаков · МФК «Николаев»: Козаченко, Песков , Сухомлинов 46' (Булычёв 46'), Сергийчук, Чорний 46' (Голенков 46'), Луценко, Владов 62' (Берко 62'), Чучман, Ордынский 46' (А. Ковалёв 46'), Джгереная, Брынько · Остались в запасе: Товт, Кучеренко, Найко, |                          | |                              |                                                     |

| 5 октября 2013 г. / суббота 13-й тур | МФК «Николаев»                                               | 1:2 протокол (укр.). Дата обращения: 10 января 2014. Архивировано из оригинала 10 января 2014 года. | «Буковина» (Черновцы)                      | Украина, Николаев                                       |
| 16:00 | Каблаш 76′ · Найко 30' · Владов 40' · Берко 59' · Каблаш 85' | отчёт.                                                                                              | Палагнюк 53′ · Темеривский 64′ · Керчу 33' | Стадион: ЦГС Зрителей: 2 500 Судья: Кривушкин (Харьков) |
| МФК «Николаев»: Козаченко, Песков , Сергийчук, Найко, Чорний 61' (Каблаш 61'), Луценко, Владов 46' (Ковалёв 46'), Голенков 57' (Берко 57'), Джгереная 74' (Ордынский 74'), Брынько, Булычёв · Остались в запасе: Товт, Кучеренко, Чучман · «Буковина» (Черновцы): Когут, Керчу , Маковийчук 62' (Темеривский 62'), Вечтомов, Новотрясов, Семенюк, Орловский 82' (Лысюк 82'), Рыбковский 79' (Деревчинский 79'), Яворский, Циколия, Палагнюк · Остались в запасе: Одольский, Тарасенко, Косован, Головачук |                                                              | |                                            |                                                         |

| 12 октября 2013 г. / суббота 14-й тур | «Десна» (Чернигов)                     | 1:0 протокол (укр.). Дата обращения: 10 января 2014. Архивировано из оригинала 10 января 2014 года. | МФК «Николаев»                         | Украина, Чернигов                                                             |
| 17:00 | Картушов 90+3′ · Жук 68' · Смалько 74' | отчёт.                                                                                              | · Песков 61' · Берко 70' · Брынько 72' | Стадион: Стадион им. Ю.А.Гагарина Зрителей: 1 100 Судья: Дяденко (Кировоград) |
| «Десна» (Чернигов): Федоренко, Жук, Мельник , Кавацив, Смалько, Щедраков, Гулордава 46' (Мачуленко 46'), Кондратюк 75' (Чуланов 75'), Кругляк 46' (Агапов 46'), Картушов, Козак 82' (Малюк 82') · Остались в запасе: Шевченко, Фурта, Бовтрук · МФК «Николаев»: Товт, Песков 64' (Владов 64'), Сергийчук, Кучеренко, Найко, Луценко, Чучман 78' (Ковалёв 78'), Ордынский 52' (Берко 52'), Джгереная 80' (Каблаш 80'), Брынько, Булычёв · Остались в запасе: Восконян, Сухомлинов |                                        | |                                        |                                                                               |

| 19 октября 2013 г. / суббота 15-й тур | МФК «Николаев»                                                 | 1:2 протокол (укр.). Дата обращения: 10 января 2014. Архивировано из оригинала 10 января 2014 года. | ПФК «Александрия»                                                                          | Украина, Николаев                                   |
| 15:00 | Сергийчук 39′ (пен.) · Чучман 64' · Владов 68' · Булычёв 90+3' | отчёт.                                                                                              | Старенький 6′ · Микицей 18′ (пен.) · Микицей 33' · Кича 50' · Бидловский 86' · Басов 90+5' | Стадион: ЦГС Зрителей: 2 200 Судья: Пасхал (Херсон) |
| МФК «Николаев»: Товт, Песков , Сергийчук, Кучеренко, Найко, Луценко 46' (Владов 46'), Чучман 65' (Чорний 65'), Ордынский 46' (Каблаш 46'), Берко 46' (Голенков 46'), Джгереная, Булычёв · Остались в запасе: Восконян, Сухомлинов, Ковалёв · ПФК «Александрия»: Когут, Керчу , Маковийчук 62' (Темеривский 62'), Вечтомов, Новотрясов, Семенюк, Орловский 82' (Лысюк 82'), Рыбковский 79' (Деревчинский 79'), Яворский, Циколия, Палагнюк · Остались в запасе: Одольский, Тарасенко, Косован, Головачук |                                                                | |                                                                                            |                                                     |

#### 2-й круг
| 25 октября 2013 г. / пятница 16-й тур | МФК «Николаев»                                      | 2:1 протокол (укр.). Дата обращения: 10 января 2014. Архивировано из оригинала 10 января 2014 года. | «Звезда» (Кировоград)                                     | Украина, Николаев                                    |
| 15:00 | Брынько 3′ · Владов 70′ · Чучман 87' · Чорний 90+2' | отчёт.                                                                                              | Гонщик 26′ · Мостовой 23' · Бурдиян 64' · Березовский 66' | Стадион: ЦГС Зрителей: 1 500 Судья: Скирда (Харьков) |
| МФК «Николаев»: Товт, Песков , Сергийчук, Кучеренко 85' (Луценко 85'), Найко 46' (Ковалёв 46'), Владов, Чучман, Берко 73' (Чорний 73'), Джгереная 58' (Каблаш 58'), Брынько, Булычёв · Остались в запасе: Восконян, Ордынский, Голенков · «Звезда» (Кировоград): Поштаренко, Допилка, Мостовой, Родина , Галенко, Гонщик 56' (Лысюк 56'), Бурдиян, Фатеев, Березовский, Осадчий, Чичиков 77' (Рудницкий 77') · Остались в запасе: Бочкур, Травкин, Степанов, Мартынюк, Логинов |                                                     | |                                                           |                                                      |

| 3 ноября 2013 г. / воскресенье 17-й тур | МФК «Николаев»                                                      | 1:4 протокол (укр.). Дата обращения: 10 января 2014. Архивировано из оригинала 10 января 2014 года. | «Нива» (Тернополь)                                                                         | Украина, Николаев                                        |
| 14:00 | Ковалёв 5′ · Брынько 42' · Песков 45' · Луценко 73' · Сергийчук 90' | отчёт.                                                                                              | Яневич 12′ · Товкацкий 55′ · Г. Баранец 70′ 78′ · Шестаков 35' · Романюк 67' · Лазорик 89' | Стадион: ЦГС Зрителей: 2 700 Судья: Бохняк (Севастополь) |
| МФК «Николаев»: Товт, Песков , Каблаш, Сергийчук, Кучеренко 55' (Берко 55'), Луценко, Владов 77' (Найко 77'), Ковалёв, Джгереная 64' (Ордынский 64'), Брынько, Булычёв · Остались в запасе: Восконян, Попов, Бобров · «Нива» (Тернополь): Новак, Романюк 55' (Билый 55'), Басараб, Донец, Яневич, Шестаков, Малыш 87' (Бадло 87'), Б.Баранец, Кикоть 69' (Лазорик 69'), Г.Баранец , Ивашко 53' (Товкацкий 53') · Остались в запасе: Базилевич, Мдинарадзе |                                                                     | |                                                                                            |                                                          |

| 9 ноября 2013 г. / суббота 18-й тур | «Нефтяник-Укрнефть» (Ахтырка)                                                                                       | 1:2 протокол (укр.). Дата обращения: 10 января 2014. Архивировано из оригинала 10 января 2014 года. | МФК «Николаев»                                                                                                | Украина, Ахтырка                                       |
| 15:00 | Левига 90+5′ · Антонюк 3' · Яровенко 39' · Бояринцев 47' · Башлай 78' · Радионов 79' · Прокопченко 84' · Зайчук 90' | отчёт.                                                                                              | Сергийчук 5′ · Чорний 38′ · Брынько 15' · Ковалёв 47' · Чорний 84' · Владов 84' · Берко 84' · Джгереная 90+3' | Стадион: Нефтяник Зрителей: 1 500 Судья: Павлюк (Киев) |
| «Нефтяник-Укрнефть» (Ахтырка): Лавренюк, Бояринцев , Башлай, Антонюк 26' (Свитличный 26' 72' Вайда 72'), Ермак, Павелько, Антюх, Зайчук, Саванчук 65' (Левига 65'), Радионов, Яровенко 66' (Прокопченко 66') · Остались в запасе: Вокальчук, Кисиль, Кременчуцкий · МФК «Николаев»: Товт, Песков , Сергийчук 74' (Берко 74'), Кучеренко, Чорний, Владов, Чучман, Голенков, Ковалёв, Брынько, Булычёв 57' (Джгереная 57') · Остались в запасе: Восконян, Найко, Попов, Ордынский | | | |                                                        |

| 23 ноября 2013 г. / суббота 20-й тур | «Авангард» (Краматорск)                                                                            | 3:1 протокол (укр.). Дата обращения: 10 января 2014. Архивировано из оригинала 10 января 2014 года. | МФК «Николаев»                             | Украина, Краматорск                                        |
| 15:00 | Швыдкий 11′ · Ямполь 16′ · Швыдкий 20′ · Кравченко 12' · Резников 38' · Печёнкин 52' · Маленко 78' | отчёт.                                                                                              | Владов 68′ · Голенков 43' 76' · Чорний 86' | Стадион: Авангард Зрителей: 1 000 Судья: Монзуль (Харьков) |
| «Авангард» (Краматорск): Пуговкин, М. Ковалёв, Кравченко, Визавер , Резников, Печёнкин 69' (Свиридов 69'), Швец, Швыдкий, Ямполь, Войтенко 90+4' (Поднебенный 90+4'), Маленко 82' (Киселёвский 82') · Остались в запасе: Жданков, Тищенко, Сангаре · МФК «Николаев»: Товт, Песков , Сергийчук, Кучеренко, Чорний, Владов, Чучман, Голенков, А. Ковалёв 80' (Джгереная 80'), Брынько, Булычёв · Остались в запасе: Восконян, Каблаш, Найко, Попов, Ордынский, Берко | | |                                            |                                                            |

| 30 ноября 2013 г. / суббота 19-й тур | МФК «Николаев»                                                                                  | 3:0 протокол (укр.). Дата обращения: 10 января 2014. Архивировано из оригинала 10 января 2014 года. | «Динамо-2» (Киев)                        | Украина, Николаев                                         |
| 13:00 | Сергийчук 53′ · Чучман 57′ · Каблаш 90+4′ (пен.) · Сергийчук 72' · Кучеренко 81' · Каблаш 90+1' | отчёт.                                                                                              | · Каверин 13' · Братков 44' · Спичка 81' | Стадион: ЦГС Зрителей: 1 500 Судья: Яблонский (Тернополь) |
| МФК «Николаев»: Товт, Песков , Сергийчук 82' (Ковалёв 82'), Кучеренко, Чорний, Владов, Чучман 68' (Найко 68'), Берко 24' (Каблаш 24'), Джгереная, Брынько, Булычёв · Остались в запасе: Восконян, Попов, Ордынский · «Динамо-2» (Киев): Волынец, Ягодинскис, Рыжук, Карп, Братков , Маик, Савченко 86' (Акубардия 86'), Цыбульник 60' (Яремчук 60'), Мякушко 72' (Панфилов 72'), Спичка, Каверин · Остались в запасе: Бонь, Лухтанов, Черноморец |                                                                                                 | |                                          |                                                           |

| 29 марта 2014 г. / суббота 21-й тур | МФК «Николаев»                                                          | 2:1 протокол (укр.). Дата обращения: 6 апреля 2014. Архивировано из оригинала 17 апреля 2014 года. | «Титан» (Армянск)                                         | Украина, Николаев                                        |
| 15:00 | Гранковский 4′ · Р. Луценко 57′ · Толстяк 18' · Куприй 60' · Велиев 62' | отчёт.                                                                                             | С. Кравченко 63′ (пен.) · Борзенко 15' · А. Кравченко 71' | Стадион: ЦГС Зрителей: 2 000 Судья: Лисаковский (Одесса) |
| МФК «Николаев»: Шилов, Чаус, Р. Луценко, Чернопиский, Гранковский, Куприй, Рябченко , Толстяк 90' (Котов 90'), Берко 85' (Попов 85'), Федорченко, Велиев · Остались в запасе: Восконян, Барталёв, К. Шиманец, О. Волков, А. Шиманец · «Титан» (Армянск): Кошелев, Орехов, Башлай, Климентовский, Сытник, Сибиряков, Абляметов, С. Кравченко, Култышев, А. Кравченко, Борзенко · Остались в запасе: Бобров, Анд. Маслов, Анат. Маслов, Гайдаш |                                                                         | |                                                           |                                                          |

| 5 апреля 2014 г. / суббота 22-й тур | «Гелиос» (Харьков)            | 2:1 протокол (укр.). Дата обращения: 6 апреля 2014. Архивировано из оригинала 17 апреля 2014 года. | МФК «Николаев»                          | Украина, Харьков                                                |
| 15:00 | Качур 25′ 37′ · Романенко 15' | отчёт.                                                                                             | Рябченко 80′ · Рябченко 30' · Берко 32' | Стадион: Солнечный Зрителей: 500 Судья: Балакин (Киевская обл.) |
| «Гелиос» (Харьков): Рябой, Пинчук, И. Луценко, Лобойко , Комарницкий, Романенко, Задоя 80' (Костюк 80'), Ковалёв 60' (Субочев 60'), Пичкур 60' (Савин 60'), Собко, Качур 63' (Каблаш 63') · Остались в запасе: Сидоренко, Бредун, Чучман · МФК «Николаев»: Шилов, Чаус 81' (Барталёв 81'), К. Шиманец, Р. Луценко, Чернопиский, Гранковский 70' (Котов 70'), Рябченко , Толстяк 81' (О. Волков 81'), Берко 46' (Попов 46'), Федорченко, Велиев · Остались в запасе: Восконян, Куприй, А. Шиманец |                               | |                                         |                                                                 |

| 12 апреля 2014 г. / суббота 23-й тур | МФК «Николаев»                                                                          | 2:1 протокол (укр.). Дата обращения: 29 мая 2014. Архивировано из оригинала 29 мая 2014 года. | «УкрАгроКом» (Головковка)               | Украина, Николаев                                  |
| 15:00 | Федорченко 21′ · Толстяк 47′ · Чернопиский 15' · Толстяк 62' · Барталёв 70' · Шилов 90' | отчёт.                                                                                        | Пономарь 53′ · Койдан 32' · Мамонов 83' | Стадион: ЦГС Зрителей: 1 100 Судья: Грисьо (Львов) |
| МФК «Николаев»: Шилов, Чаус, К. Шиманец, Р. Луценко, Чернопиский 58' (Барталёв 58'), Гранковский, Рябченко , Толстяк 75' (Куприй 75'), Александров, Федорченко, Велиев · Остались в запасе: Восконян, О. Волков, А. Шиманец, Попов, Котов · «УкрАгроКом» (Головковка): Науменко, Ломко, Покосенко 71' (Любчак 71'), Мамонов, Родевич, Соломка 46' (Бровкин 46'), Степанюк, Койдан, Скарлаш 87' (Боровский 87'), Шестаков 52' (Горбаненко 52'), Пономарь · Остались в запасе: Николаев, Батраченко, Данькив |                                                                                         |                                                                                               |                                         |                                                    |

| 18 апреля 2014 г. / пятница 24-й тур | ФК «Полтава»                      | 2:0 протокол (укр.). Дата обращения: 29 мая 2014. Архивировано из оригинала 29 мая 2014 года. | МФК «Николаев»                                | Украина, пгт Копылы                                     |
| 15:00 | Насибулин 63′ 72′ · Боровец 90+1' | отчёт.                                                                                        | · Александров 49' · Велиев 60' · Рябченко 87' | Стадион: Полтава Зрителей: 800 Судья: Монзуль (Харьков) |
| ФК «Полтава»: Кучинский, Зозуля , Бутенин, Парамонов, Чеботаев, Турчанов 56' (Зеленевич 56'), Лисовой 68' (Поднебенной 68'), Насибулин, Шевчук 77' (Даудов 77'), Шаврин, Хобленко 87' (Боровец 87') · Остались в запасе: Копалиани, Фомич, Притиковский · МФК «Николаев»: Шилов, Чаус 77' (Барталёв 77'), К. Шиманец, Р. Луценко, Чернопиский 90' (А. Шиманец 90'), Гранковский 79' (Котов 79'), Рябченко , Берко 46' (Куприй 46'), Александров, Федорченко, Велиев · Остались в запасе: Восконян, О. Волков, Попов |                                   |                                                                                               |                                               |                                                         |

| 25 апреля 2014 г. / пятница 25-й тур | МФК «Николаев»                                                                  | 1:1 протокол (укр.). Дата обращения: 29 мая 2014. Архивировано из оригинала 29 мая 2014 года. | «Олимпик» (Донецк)                                     | Украина, Николаев                                     |
| 16:00 | Р. Луценко 14′ · Александров 30' · Куприй 44' · Р. Луценко 55' · Федорченко 61' | отчёт.                                                                                        | Иса 33′ · Дорошенко 23' · Рхарсалла 38' · Дитятьев 63' | Стадион: ЦГС Зрителей: 1 250 Судья: Кутаков (Бровары) |
| МФК «Николаев»: Шилов 51' (Восконян 51'), Чаус, К. Шиманец, Р. Луценко, Чернопиский, Гранковский 89' (Берко 89'), Куприй 90' (А. Шиманец 90'), Рябченко , Александров 65' (Толстяк 65'), Федорченко, Велиев · Остались в запасе: Барталёв, О. Волков, Попов · «Олимпик» (Донецк): Левченко, Иванов , Дитятьев, Драченко, Дудник 36' (Рхарсалла 36'), Огиря, А. Волков 64' (Алексанов 64'), Дорошенко, Одинцов, Иса, Сытник 58' (Семенина 58') · Остались в запасе: Котляров, Дорош, Заика, Гельзин |                                                                                 |                                                                                               |                                                        |                                                       |

| 3 мая 2014 г. / суббота 26-й тур | ПФК «Сумы»                                  | 0:1 протокол (укр.). Дата обращения: 29 мая 2014. Архивировано из оригинала 29 мая 2014 года. | МФК «Николаев»                                                   | Украина, Сумы                                               |
| 17:00 | · Давыдов 52' · Денчук 52' · Рыбковский 54' | отчёт.                                                                                        | Р. Луценко 14′ · Куприй 45+1' · Р. Луценко 54' · Гранковский 56' | Стадион: Юбилейный Зрителей: 1 650 Судья: Драчёв (Чернигов) |
| ПФК «Сумы»: Денчук, Богачёв, Лещук, Котелюх , Давыдов, Рыбковский, Гавриленко, Кременчуцкий, Лебеденко, Муховиков 77' (Брикнер 77'), Мельник · Остались в запасе: Белошапка, Бугаёв, Петрович, Леонидов, Ганжа, Одинец · МФК «Николаев»: Шилов, К. Шиманец, Р. Луценко, Чернопиский, Гранковский 90' (Барталёв 90'), Куприй 90' (Котов 90'), А. Шиманец, Рябченко , Толстяк, Александров 69' (Берко 69'), Федорченко · Остались в запасе: Восконян, Чаус, О. Волков, Велиев |                                             |                                                                                               |                                                                  |                                                             |

| 18 мая 2014 г. / воскресенье 28-й тур | «Буковина» Черновцы                                                       | 2:0 протокол (укр.). Дата обращения: 29 мая 2014. Архивировано из оригинала 29 мая 2014 года. | МФК «Николаев»                 | Украина, Черновцы                                     |
| 17:00 | Немтинов 61′ · Найко 83′ (пен.) · Пислар 21' · Найко 40' · Маковийчук 51' | отчёт.                                                                                        | · Федорченко 42' · Толстяк 76' | Стадион: Буковина Зрителей: 850 Судья: Грисьо (Львов) |
| «Буковина» Черновцы: Бахтияров, Жовтюк, Лысюк, Темеривский 51' (Немтинов 51'), Маковийчук 63' (Сивка 63'), Пислар 72' (Ильин 72'), Орловский, Пантя, Блажко 50' (Степанков 50'), Найко, Палагнюк · Остались в запасе: Гнатыш, Гущин, Косован · МФК «Николаев»: Шилов, Чаус, К. Шиманец, Р. Луценко, Чернопиский, Гранковский 65' (Александров 65'), Куприй 83' (А. Шиманец 83'), Рябченко , Толстяк 87' (Котов 87'), Федорченко 70' (Берко 70'), Велиев · Остались в запасе: Восконян, Барталёв, О. Волков |                                                                           |                                                                                               |                                |                                                       |

| 22 мая 2014 г. / четверг 29-й тур | МФК «Николаев»                                               | 0:1 протокол (укр.). Дата обращения: 29 мая 2014. Архивировано из оригинала 29 мая 2014 года. | «Десна» (Чернигов)                                                                | Украина, Николаев                                    |
| 17:00 | · Велиев 5' · Р. Луценко 12' · Александров 15' · Толстяк 42' | отчёт.                                                                                        | Чепурненко 16′ (пен.) · Щедраков 36' · Бовтрук 38' · Кавацив 52' · Чепурненко 90' | Стадион: ЦГС Зрителей: 1 100 Судья: Чижевский (Киев) |
| МФК «Николаев»: Восконян, Чаус, Р. Луценко, Чернопиский, Куприй, Рябченко , Толстяк, Берко 83' (А. Шиманец 83'), Александров 69' (К. Шиманец 69'), Федорченко 75' (Гранковский 75'), Велиев · Остались в запасе: Шилов, Барталёв, Попов, Котов · «Десна» (Чернигов): Федоренко, Стеценко, Кавацив, Мельник , Смалько, Щедраков, Чепурненко, Грицай 69' (Крамар 69'), Козак 80' (Мачуленко 80'), Бовтрук 90' (Чуланов 90'), Агапов 73' (Деребчинский 73') · Остались в запасе: Шевченко, Бурлин, Плешаков |                                                              |                                                                                               |                                                                                   |                                                      |

| 27 мая 2014 г. / вторник 27-й тур | МФК «Николаев»                            | 0:2 протокол (укр.). Дата обращения: 29 мая 2014. Архивировано из оригинала 29 мая 2014 года. | «Сталь» (Алчевск)                                    | Украина, Николаев                                       |
| 17:00 | · Куприй 20' · Федорченко 70' · Шилов 80' | отчёт.                                                                                        | Трояновский 42′ · Леонов 45+1′ · Акименко 82' (пен.) | Стадион: ЦГС Зрителей: 1 000 Судья: Кривушкин (Харьков) |
| МФК «Николаев»: Шилов, Чаус, К. Шиманец, Р. Луценко, Чернопиский, Гранковский 76' (О. Волков 76'), Куприй 46' (А. Шиманец 46'), Рябченко , Берко 46' (Попов 46'), Александров 62' (Котов 62'), Федорченко, Велиев · Остались в запасе: Восконян, Барталёв · «Сталь» (Алчевск): Комарицкий, Солдат, Максименко, Хромых, Леонов, Нгаха, Батюшин 10' (Батищев 10'), Трояновский 83' (Гордя 83'), Ковалёв 75' (Ермаков 75'), Сикорский, Акименко · Остались в запасе: Ганев |                                           |                                                                                               |                                                      |                                                         |

| 31 мая 2014 г. / суббота 30-й тур | ПФК «Александрия»                                                            | 5:0 протокол (укр.). Дата обращения: 30 июня 2014. Архивировано из оригинала 1 июля 2014 года. | МФК «Николаев»                          | Украина, Александрия                                      |
| 16:00 | Иващенко 33′ · Грицук 65′ · Имериков 80′ · Зейналов 85′ 90+1′ · Имериков 16' | отчёт.                                                                                         | · Попов 8' · Шиманец 26' · Рябченко 44' | Стадион: Ника Зрителей: 3 200 Судья: Митровский (Ужгород) |
| ПФК «Александрия»: Рудык, Иващенко 65' (Коломоец 65'), Запорожан , Грицук 77' (Банада 77'), Шендрик, Старенький, Бидловский 28' (Кича 28'), Имериков, Микицей, Басов, Чорний 46' (Зейналов 46') · Остались в запасе: Зарубин, Сидоренко, Локтионов · МФК «Николаев»: Восконян, Чаус, К. Шиманец, Р. Луценко, Чернопиский, Гранковский 77' (О. Волков 77'), Рябченко , Попов 12' (Александров 12'), Котов 46' (Берко 46'), Федорченко, Велиев 89' (Барталёв 89') · Остались в запасе: Чолария, А. Шиманец |                                                                              |                                                                                                |                                         |                                                           |

### Статистика выступлений команды в чемпионате

#### Общая статистика выступлений
| Итого | Итого | Итого | Итого | Итого | Итого | Итого | Итого | Дома | Дома | Дома | Дома | Дома | Дома | На выезде | На выезде | На выезде | На выезде | На выезде | На выезде |
| И     | О     | В     | Н     | П     | МЗ    | МП    | РМ    | В    | Н    | П    | МЗ   | МП   | РМ   | В         | Н         | П         | МЗ        | МП        | РМ        |
| ----- | ----- | ----- | ----- | ----- | ----- | ----- | ----- | ---- | ---- | ---- | ---- | ---- | ---- | --------- | --------- | --------- | --------- | --------- | --------- |
| 30    | 31    | 9     | 4     | 17    | 34    | 49    | −15   | 5    | 4    | 6    | 20   | 20   | 0    | 4         | 0         | 11        | 14        | 29        | −15       |

#### Результаты по турам[69]
| Тур   | 01 | 02 | 03 | 04 | 05 | 06 | 07 | 08 | 09 | 10 | 11 | 12 | 13 | 14 | 15 | 16 | 17 | 18 | 19 | 20 | 21 | 22 | 23 | 24 | 25 | 26 | 27 | 28 | 29 | 30 |
| ----- | -- | -- | -- | -- | -- | -- | -- | -- | -- | -- | -- | -- | -- | -- | -- | -- | -- | -- | -- | -- | -- | -- | -- | -- | -- | -- | -- | -- | -- | -- |
| Поле  | В  | В  | Д  | В  | Д  | В  | Д  | В  | Д  | В  | Д  | В  | Д  | В  | Д  | Д  | Д  | В  | Д  | В  | Д  | В  | Д  | В  | Д  | В  | Д  | В  | Д  | В  |
| Итог  | П  | В  | Н  | В  | Н  | П  | В  | П  | П  | П  | Н  | П  | П  | П  | П  | В  | Н  | В  | В  | П  | В  | П  | В  | П  | Н  | В  | П  | П  | П  | П  |
| Место | 12 | 7  | 8  | 3  | 4  | 8  | 5  | 6  | 8  | 10 | 11 | 12 | 14 | 15 | 15 | 15 | 15 | 15 | 15 | 14 | 13 | 13 | 12 | 13 | 14 | 12 | 15 | 15 | 15 | 16 |

Источник: Матчи; Артур Валерко, Football.ua.

Поле: Д = дома; В = на выезде. Итог: Н = ничья; П = команда проиграла; В = команда выиграла; О = матч отложен.

#### График движения команды в таблице чемпионата по турам[69]
| 12 |

| 7 |

| 8 |

| 3 |

| 4 |

| 8 |

| 5 |

| 6 |

| 8 |

| 10 |

| 11 |

| 12 |

| 14 |

| 15 |

| 15 |

| 15 |

| 15 |

| 15 |

| 15 |

| 14 |

| 13 |

| 13 |

| 12 |

| 13 |

| 14 |

| 12 |

| 15 |

| 15 |

| 15 |

| 16 |

| FavBet Лига 1 | Место в таблице |

| FavBet Лига 1 | Место в таблице |

|  |  |

### Факты сезона
- МФК «Николаев» пропустил больше всех мячей — 49[73].
- МФК «Николаев» стал самой зрелищной командой — в матчах с его участием было забито 83 мяча (34 забили сами, 49 были забиты в их ворота)[73].
- МФК «Николаев» — самая посещаемая команда сезона первой лиги как в общем зачёте, так и по результатам домашних матчей[73].
- Болельщикам МФК «Николаев» принадлежит сразу два рекорда: 8300 зрителей на матче с «Гелиосом» стали рекордом посещаемости сезона в первой лиге, 19500 болельщиков на матче с «Шахтёром» — лучший показатель команд ПФЛ в матчах Кубка Украины сезона 2013/14[73].
- МФК «Николаев» — обладатель худшей серии сезона: в августе — ноябре 2013 года николаевцы пропускали мячи в свои воротав в 14 матчах подряд[73].
- Нападающий МФК «Николаев» Михаил Сергийчук с 10 голами стал лучшим бомбардиром осенней части сезона 2013/14 первой лиги[73].
- Защитник МФК «Николаев» Василий Чернопиский стал первым полевым игроком в истории клуба, отразившим пенальти в официальном матче[74].

## Кубок Украины
|  |  |

### Матчи[69]
| 7 августа 2013 г. / среда 2-й предварительный этап | МФК «Николаев»                                                                                                | 3:2 протокол (укр.). Дата обращения: 10 января 2014. Архивировано из оригинала 10 января 2014 года. | «Титан» (Армянск)                                                                                 | Украина, Николаев                                       |
| 18:00 | Ордынский 23′ · Кучеренко 56′ · Голенков 118′ · Каблаш 15' · Ордынский 35' · Козаченко 90+3' · Сергийчук 119' | отчёт.                                                                                              | Гальчук 79′ · Кравченко 90+5′ · Кудь 101' · Жигалов 105' · И. Кучеренко 114' · Климентовский 119' | Стадион: ЦГС Зрителей: 6 700 Судья: Бондаренко (Одесса) |
| МФК «Николаев»: Козаченко, Каблаш 46' (Сергийчук 46'), С. Кучеренко 77' (Попов 77'), Найко, Луценко , Владов, Ордынский, Берко 46' (Голенков 46'), Ковалёв, Джгереная, Брынько, Булычёв · Остались в запасе: Товт, Чорний, Чучман, Булычёв · «Титан» (Армянск): Иваненко 25' (Кошелев 25'), Соляник, Карпенко , Климентовский, Гальчук, Шаповал 46' (Жигалов 46'), И. Кучеренко, Абляметов 60' (Кудь 60'), Култышев, Кравченко, Морозов · Остались в запасе: Башлай, Симончук, Маслов, Нудный | | |                                                                                                   |                                                         |

| 25 сентября 2013 г. / среда 1/16 финала | МФК «Николаев»                         | 2:1 протокол (укр.). Дата обращения: 10 января 2014. Архивировано из оригинала 10 января 2014 года. | «Звезда» (Кировоград)       | Украина, Николаев                                       |
| 15:30 | Владов 45+1′ · Берко 109′ · Чорний 65' | отчёт.                                                                                              | Родина 28′ · Загальский 37' | Стадион: ЦГС Зрителей: 4 200 Судья: Бондаренко (Одесса) |
| МФК «Николаев»: Козаченко, Песков , Сергийчук, Найко, Чорний 68' (Ордынский 68'), Луценко, Владов 94' (Берко 94'), Голенков 84' (Ковалёв 84'), Джгереная, Брынько, Булычёв · Остались в запасе: Товт, Сухомлинов, Кучеренко, Попов · «Звезда» (Кировоград): Ширяев, Допилка 105' (Пинчук 105'), Мостовой, Рудницкий, Родина, Галенко 46' (Степанков 46'), Сокуренко, Степанов , Фатеев, Загальский 95' (Осадчий 95'), Чичиков · Остались в запасе: Березовский, Поштаренко, Толстяк, Логинов |                                        | |                             |                                                         |

| 29 октября 2013 г. / вторник 1/8 финала | МФК «Николаев» | 0:3 протокол (укр.). Дата обращения: 10 января 2014. Архивировано из оригинала 10 января 2014 года. | «Шахтёр» (Донецк)                                      | Украина, Николаев                                         |
| 15:30 | · Брынько 35'  | отчёт.                                                                                              | Фернандо 17′ · Луис Адриано 68′ · Эдуардо · Шиндер 36' | Стадион: ЦГС Зрителей: 19 500 Судья: Лисаковский (Одесса) |
| МФК «Николаев»: Товт, Песков , Сергийчук, Кучеренко 46' (Каблаш 46'), Чорний 62' (Ковалёв 62'), Луценко, Владов, Чучман, Джгереная 65' (Берко 65'), Брынько, Булычёв · Остались в запасе: Восконян, Найко, Ордынский, Голенков · «Шахтёр» (Донецк): Пятов, Илсиньо, Кучер , Кривцов, Шевчук, Хюбшман, Фернандо 61' (Гречишкин 61'), Фред 46' (Луис Адриано 46'), Коста 57' (Эдуардо 57'), Тайсон, Шиндер · Остались в запасе: Каниболоцкий, Соболь, Срна, Ракицкий |                | |                                                        |                                                           |